# 전남 드래곤즈
전남 드래곤즈 FC(Jeonnam Dragons Football Club)는 대한민국 전라남도 광양시에 있는 축구 선수단이다. 전남드래곤즈가 운영하는 남자 프로 축구단이며, 1994년에 창단되었다.
1995년에 프로축구대회에 진출한 이래로, 코리아컵에서 1997년, 2006년, 2007년, 2021년, 총 4번의 우승을 차지하였지만 아직 K리그 클래식 우승은 차지하지 못했다. 광양시에 있는 홈구장 광양축구전용구장은 대한민국에서 두 번째로 세워진 축구 전용 경기장으로, 광양제철 직원들을 위해서 1992년에 기공하여 1993년 개장하였다. 포항 스틸러스와 마찬가지로 포스코가 모기업이다. 창단 20주년인 2014년을 맞아 그 해 1월 6일 영문 표기를 한글 영문표기법에 준용하여 기존 Chunnam Dragons에서 Jeonnam Dragons로 변경하였다.

## 역사

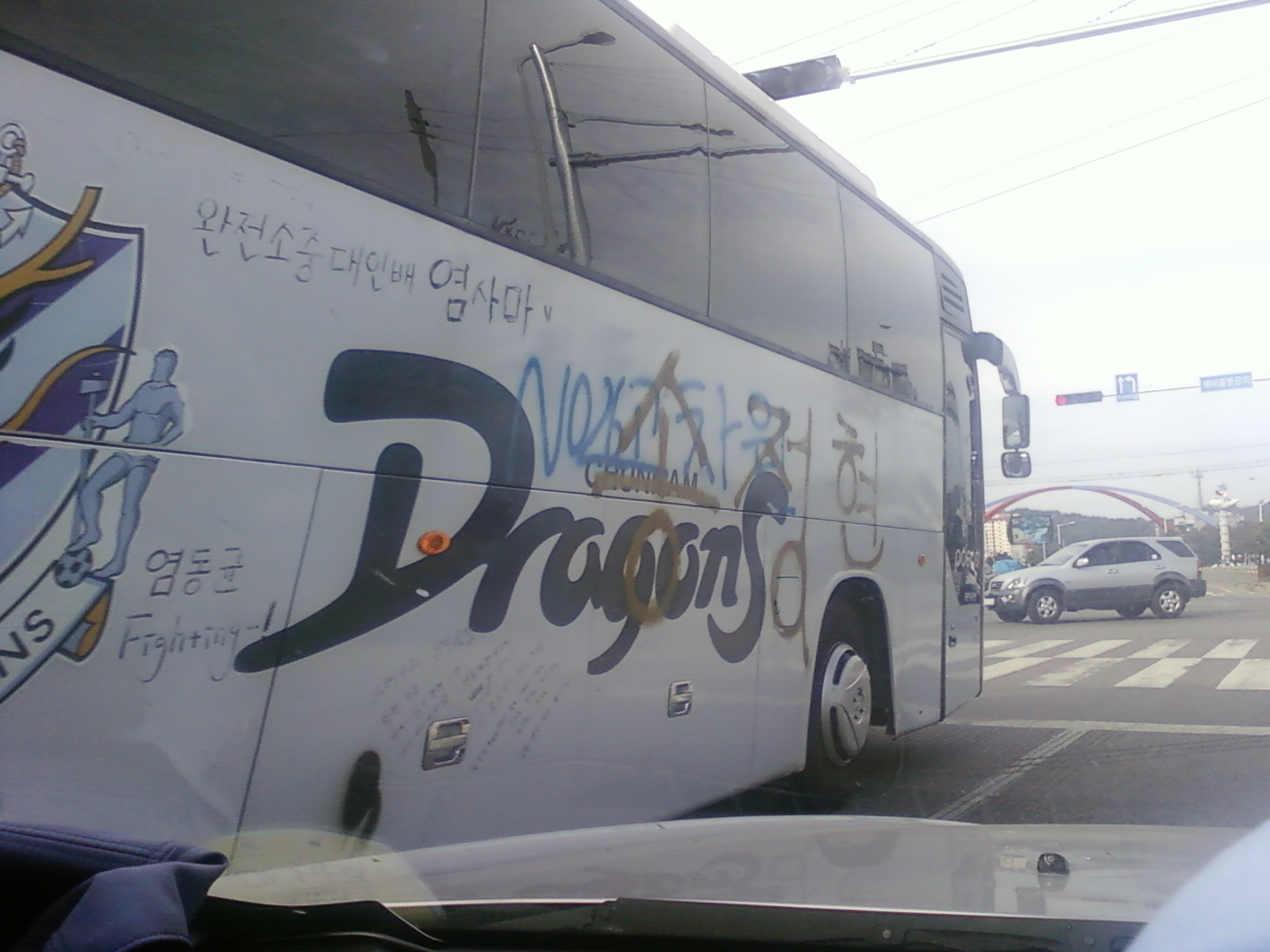
전남 드래곤즈 선수단 차량

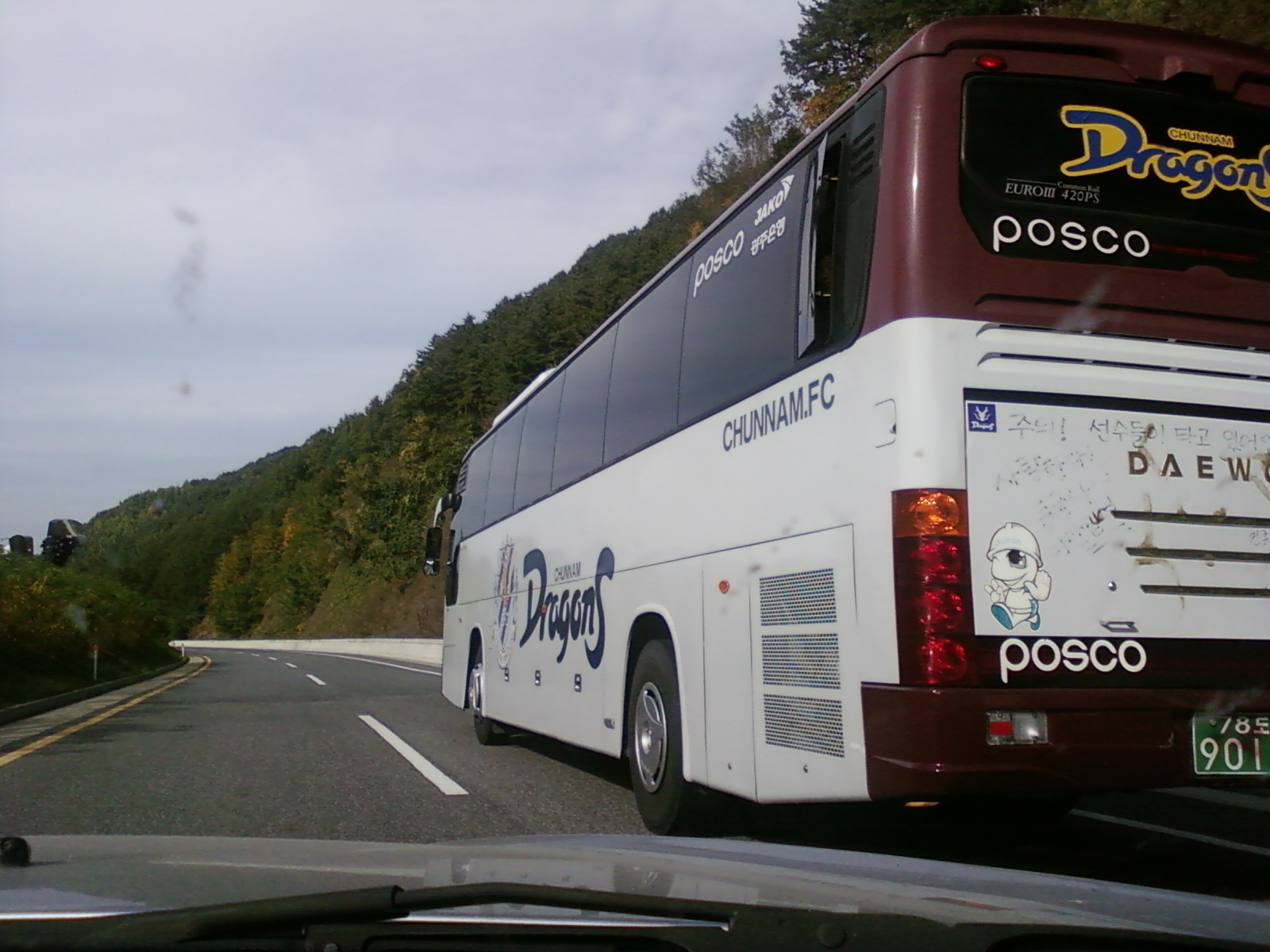
전남 드래곤즈 선수단 차량

### 창단과 초창기(1995–1996)
1994년, 광양제철소가 전남 동부 지역을 연고로 한 프로 축구단 창단을 선언하였다. 기존 프로 구단들은 모기업이 같은 포항 아톰즈와의 담합 가능성을 염려하면서도 2002년 FIFA 월드컵을 앞두고 축구 활성화를 위해 바람직한 일로 받아들였으며  2003년 광주광역시를 연고로 한 광주 상무 축구단이 창단됐지만 2011년 광주 FC의 창단에 따라 다른 지역으로  연고지를 옮겼다. 구단명은 공모를 통하여 전남 드래곤즈로 정해졌고, 1994년 12월 16일 대한민국 여덟 번째 프로 축구단으로서 창단되었다. 정병탁 감독이 초대 감독으로 부임했고 노상래, 김태영 등 신예 선수들과 김봉길, 박창현 등의 프로 선수들로 팀을 구성했다. 첫 해 성적은 5위였고, 노상래는 신인상과 득점왕을 차지하며 전남 드래곤즈의 에이스로 떠올랐다.

### 1997–1999
1997 시즌은 그야말로 꿈같은 한 해였다. 정규 리그가 시작하자마자 21경기 무패 기록을 세우며 최고 명문이었던 부산 대우 로얄즈와 우승 경쟁을 다투었다. 마지막 라운드까지 1점차 승부를 벌이던 전남은 부산에게 우승 타이틀을 내주고 말았다. 선수단은 좌절하였지만 허정무 감독의 독려 끝에 정규 리그가 끝난 뒤 시작한 FA컵에서 대학 팀과 프로 팀들을 연파하고 결승에 진출하였다. 천안 일화 천마와의 결승전에서 막상막하의 시합 끝에 정규 시간은 3대 3으로 비겼지만 연장 전반 4분 마시엘의 골든골로 마침내 창단 이후 첫 우승을 차지하였다. 이듬해 1998 시즌에는 좋은 경기력을 이어나가 K리그 3위, FA컵에는 준결승에 진출하였다. 우승컵을 들어올리진 못하였으나 정상권 팀으로의 도약을 알리는 해였다. 특히 홈에서는 18경기 중 12승을 기록해 경기장을 가득 메운 홈팬들의 열렬한 지지를 받았다. 한편 시즌 도중에 허정무 감독이 대한민국 국가대표 감독으로 선임되며 이회택이 3대 감독으로 부임하였다. 1999년 아시안 컵 위너스 컵에서는 결승전까지 진출하였으나 알이티하드에게 패배하여 준우승에 머물렀다.

### 2000–2010
2000년대에 들어서 전남은 갑작스레 하향곡선을 그리기 시작하였다. 2000 시즌에는 7위를 기록하였고 2001 시즌에는 8위를 기록하였다. 노장들의 뒤를 이을 젊은 선수의 부재와 1선 공격진의 부진이 전남을 괴롭혔다. 한편 2002년 FIFA 월드컵 이후 김남일은 스타로 부상하며 출전한 전남 경기는 홈, 원정을 무관하고 많은 관중을 불러모았다. 이회택 감독의 마지막 시즌인 2003시즌과 이장수 감독 재임기인 2004시즌에서 각각 리그 4위를 기록하였다. 2005시즌을 앞두고 허정무 감독이 다시 선임되었다. 리그에서는 두각을 나타내지 못했지만 2006년과 2007년에 연이어 FA컵에서 우승하였다. FA컵 2연패를 달성한 허정무 감독은 대한민국 축구 국가대표팀 감독으로 선임되어 구단을 떠났다.   후임으로 2002년 FIFA 월드컵 당시 대한민국 축구 국가대표팀 수석코치와 경남 FC 감독을 역임한 박항서 감독이 새 감독으로 선임되었다. 
2008 시즌에는 FA컵 우승 팀 자격으로 AFC 챔피언스리그에 나갔지만, 좋지 않은 성적으로 탈락하고 말았다. 2009년 시즌을 앞두고 박항서 감독의 요청으로 영입한 이천수의 활약으로 리그에서 좋은 모습을 보였으나 선수, 코치들과의 마찰과 폭력, 주먹감자 세레모니로 인한 징계 등 팀 분위기를 해치는 행동 때문에 문제가 많았고, 시즌 중반 이천수가 사우디아라비아의 알 나스르로의 이적 문제로 마찰을 겪은 후 이천수를 임의탈퇴 처리하게 되어 좋지 않은 모습으로 결별하였다. 2009년엔 정규 리그에서 6위를 기록하며 K리그 챔피언십에 진출했다. 정규리그를 3위로 마친 FC 서울에 승부차기 끝에 승리를 거두며 이변을 일으켰지만 성남 일화 천마에 패하여 최종 순위 4위로 시즌을 마감하였다. 2010 시즌을 앞두고 인디오가 경남에서 이적했고, 전남의 유소년 출신인 지동원이 프로 계약을 체결하면서 화려한 공격진을 갖추게 되었다. 그러나 전 시즌과는 다르게 실망스러운 모습을 보여 주었고 리그를 한 경기 남겨둔 11월 5일 전남 구단에서 박항서 감독의 자진 사퇴를 공식 발표했다. 이에 후임으로 정해성 전 대한민국 국가대표팀 코치가 감독으로 부임하였다.

### 2011–2016
정해성 감독 하에 전남은 2011 시즌 동안 6위 안에 머물며 챔피언십 진출에 대한 희망을 품고 있었다. 그러나 시즌 마지막 6경기에서 4무 2패를 기록하며 7위로 물러나며 챔피언십 진출에 실패하였다. 승강제가 본격적으로 실시된 2012 시즌에는 좀처럼 상위권으로 도약하지 못하고 중하위권을 맴돌다가 강등권까지 추락하자 감독과 구단을 질타하는 목소리가 높아졌고, 이에 8월 10일 정해성 감독이 사임하였다. 3일 후 하석주 아주대학교 감독이 후임 감독으로 부임하였고, 하석주 체제에서 반등에 성공하여 2012년 11월 24일 성남 일화 천마 전에서 승리를 거두며 잔류를 확정지었다. 2014 시즌에는 17라운드까지 3, 4위권을 기록하며 상위 스플릿 진출에 대한 기대감을 높였으나, 끝내 울산에 득실차에서 밀리며 진출에 실패하였다. 2014년 11월 12일 하석주 감독이 일신상의 이유로 사임하였으며, 곧바로 노상래 수석 코치가 감독으로 선임되었다.
노상래 감독 아래에서 맞은 2015 시즌 전남은 리그 초반의 부진을 떨치고 20라운드에는 AFC 챔피언스리그 진출권인 3위까지 치고 올라갔으나, 상위 스플릿 진출 경쟁에서 밀려나며 결국 하위 스플릿으로 처지며 시즌을 9위로 마감하였다. 2016 시즌 초반엔 여느 시즌보다도 안좋은 출발을 보이며 강등권까지 미끄러졌고, 이에 책임감을 느낀 노상래 감독이 5월 초 사의를 표명하였으나 구단의 만류로 잔류하게 되었다. 이후 노상래는 구단의 분위기를 잘 추스려 전남을 팀 창단 후 첫 상위스플릿 진출을 성공시켰다. 2016년 10월 14일 감독이 P급 지도자 자격증이 있어야만 AFC 챔피언스리그에 출전할 수 있다는 규정으로 인해 P급 지도자 자격증이 없는 노상래는 보직을 수석 코치로 변경하였고, 송경섭이 신임 감독으로 내정되었다. 그 과정에서 조성환 감독이 그대로 수석 코치로 머무르는 상태에서 새로운 감독을 선임한 것을 두고 바지 감독 논란이 일어나기도 하였다. 전남은 결국 리그 최종 5위에 그치며 2017 ACL 진출에 실패하면서 시즌을 마감하였다. 2016 시즌 후, 전남은 노상래 수석 코치를 2개월 만에 감독으로 복귀시켰고, 잔여 시즌을 이끈 송경섭 감독은 계약 만료로 전남을 떠났다.

### 2017–현재
2017시즌에는 부진을 이어가며 강등 위기에까지 몰렸고, 가까스로 K리그 클래식에 잔류하긴 했지만 전남 구단은 노상래 감독과 결별하고 2018시즌 전직 대전 시티즌 감독이였던 유상철 감독을 새로 선임하였다. 하지만 부진을 이어가면서 결국 시즌 중반 유상철 감독을 경질하고 김인완 감독 대행을 선임했으나 끝내 리그 최하위를 기록하며 K리그2로 강등되었다.
강등 이후 K리그2 2019시즌을 준비하며 K리그1으로의 빠른 복귀를 목표로 새 감독과 코치진을 구성했다. 구단 역사상 첫 번째 외국인 감독인 브라질 출신의 파비아누 소아리스 페소아 감독을 선임하였다. 그리고 국가대표팀 코치 출신인 김남일 코치와 전경준 코치를 새로운 코치로 선임하였다.
그리고 성남 FC에 이어 K리그팀으로는 2번째로 피파 온라인 4 프로게이머를 영입하면서 e스포츠 프로팀을 창단한 팀이 되었다.
그 후, 2021 시즌에 FA컵에서 원정 다득점 원칙에 따라 대구를 누르고 2007년 이후 14년 만에 우승이자, 2부 리그 최초로 우승을 거둔 팀이 되었다.

## 선수 명단
참고: FIFA 자격 규정에 따라 소속된 국가대표팀 국기를 표시합니다. 선수는 복수의 FIFA 비회원국 국적을 가지고 있을 수 있습니다.
| 번호 | 포지션 | 국적     | 이름     |
| ---- | ------ | -------- | -------- |
| 1    | GK     |          | 최봉진   |
| 2    | DF     |          | 유지하   |
| 3    | DF     |          | 김예성   |
| 4    | DF     |          | 구현준   |
| 5    | DF     |          | 고태원   |
| 6    | MF     |          | 양지산   |
| 7    | FW     |          | 임찬울   |
| 8    | FW     |          | 노건우   |
| 9    | FW     |          | 하남     |
| 10   | MF     |          | 발디비야 |
| 11   | FW     |          | 정지용   |
| 12   | DF     |          | 민준영   |
| 13   | DF     |          | 김용환   |
| 14   | MF     |          | 윤민호   |
| 16   | MF     | 우루과이 | 호세     |
| 17   | FW     |          | 김도윤   |
| 18   | MF     |          | 김범진   |
| 19   | FW     |          | 호난     |
| 20   | DF     |          | 장순혁   |
| 21   | GK     |          | 이준     |

| 번호 | 포지션 | 국적     | 이름                      |
| ---- | ------ | -------- | ------------------------- |
| 23   | DF     |          | 김경재                    |
| 24   | MF     |          | 박상준 (울산에서 임대)    |
| 28   | FW     |          | 윤영석                    |
| 29   | FW     |          | 전유상                    |
| 33   | GK     |          | 성윤수                    |
| 36   | DF     |          | 안재민 (FC 서울에서 임대) |
| 38   | DF     |          | 홍석현                    |
| 42   | MF     |          | 정태인                    |
| 44   | DF     |          | 노동건                    |
| 47   | FW     |          | 손건호                    |
| 50   | FW     | 생마르탱 | 키랑 르봉                 |
| 71   | DF     |          | 김주엽                    |
| 77   | MF     |          | 최한솔 (강원에서 임대)    |
| 95   | DF     |          | 최정원                    |
| 96   | GK     |          | 강정묵                    |
| 99   | DF     |          | 정강민                    |

### 임대 및 군복무 선수 명단
참고: FIFA 자격 규정에 따라 소속된 국가대표팀 국기를 표시합니다. 선수는 복수의 FIFA 비회원국 국적을 가지고 있을 수 있습니다.
| 번호 | 포지션 | 국적 | 이름                              |
| ---- | ------ | ---- | --------------------------------- |
| —    | DF     |      | 이선걸 (당진시민축구단으로 임대)  |
| —    | FW     |      | 추상훈 (김천 상무에서 군 복무 중) |
| —    | DF     |      | 김주헌 (거제시민축구단으로 임대)  |
| —    | FW     |      | 이동현 (춘천시민축구단으로 임대)  |

| 번호 | 포지션 | 국적 | 이름                         |
| ---- | ------ | ---- | ---------------------------- |
| —    | FW     |      | 홍진민 (대전 코레일로 임대)  |
| —    | MF     |      | 박태용 (경남 FC로 임대)      |
| —    | DF     |      | 류광현 (경주한수원으로 임대) |

## 스태프

### 코칭 스태프
| 직위        | 이름          |
| ----------- | ------------- |
| 감독        | 김현석        |
| 수석코치    | 인창수        |
| 코치        | 송한복 김종영 |
| 골키퍼 코치 | 김시훈        |

## 기록과 통계

### 우승 기록

#### 국내 대회

##### 리그
- K리그1

● 준우승 (1): 1997

##### 컵
- 코리아컵

● 우승 (4): 1997, 2006, 2007, 2021
● 준우승 (1): 2003
- 리그컵

● 준우승 (3): 1997아, 2000대, 2008

#### 국제 대회

##### 아시아 대회
- 아시안 컵위너스컵

● 준우승 (1): 1999

#### 친선 대회
- 통영컵

● 우승 (1): 2004

### 시즌 결과
| 시즌 | K리그  | K리그 | FA컵 | FA컵    | 리그컵       | 리그컵 | 챔피언스리그 | 챔피언스리그 | 클럽월드컵 | 클럽월드컵 |
| 시즌 | 디비전 | 순위  | 대회 | 순위    | 대회         | 순위   | 대회         | 순위         | 대회       | 순위       |
| ---- | ------ | ----- | ---- | ------- | ------------ | ------ | ------------ | ------------ | ---------- | ---------- |
| 1995 | 1부    | 6     | -    | -       | 아디다스컵   | 8      | -            | -            | -          | -          |
| 1996 | 1부    | 7     | FA컵 | 8강     | 아디다스컵   | 9      | -            | -            | -          | -          |
| 1997 | 1부    | 2     | FA컵 | 1       | 아디다스컵   | 2      | -            | -            | -          | -          |
| 1997 | 1부    | 2     | FA컵 | 1       | 프로스펙스컵 | 3      | -            | -            | -          | -          |
| 1998 | 1부    | 4     | FA컵 | 3       | 아디다스컵   | B조    | -            | -            | -          | -          |
| 1998 | 1부    | 4     | FA컵 | 3       | 필립모리스컵 | 10     | -            | -            | -          | -          |
| 1999 | 1부    | 4     | FA컵 | 8강     | 아디다스컵   | 3      | 컵위너스컵   | 2            | -          | -          |
| 1999 | 1부    | 4     | FA컵 | 8강     | 대한화재컵   | B조    | 컵위너스컵   | 2            | -          | -          |
| 2000 | 1부    | 7     | FA컵 | 16강    | 아디다스컵   | 3      | -            | -            | -          | -          |
| 2000 | 1부    | 7     | FA컵 | 16강    | 대한화재컵   | 2      | -            | -            | -          | -          |
| 2001 | 1부    | 8     | FA컵 | 16강    | 아디다스컵   | A조    | -            | -            | -          | -          |
| 2002 | 1부    | 5     | FA컵 | 8강     | 아디다스컵   | B조    | -            | -            | -          | -          |
| 2003 | 1부    | 4     | FA컵 | 2       | -            | -      | -            | -            | -          | -          |
| 2004 | 1부    | 4     | FA컵 | 8강     | 삼성하우젠컵 | 6      | -            | -            | -          | -          |
| 2005 | 1부    | 11    | FA컵 | 3       | 삼성하우젠컵 | 9      | -            | -            | -          | -          |
| 2006 | 1부    | 6     | FA컵 | 1       | 삼성하우젠컵 | 7      | -            | -            | -          | -          |
| 2007 | 1부    | 10    | FA컵 | 1       | 삼성하우젠컵 | 6강    | 챔피언스리그 | F조          | -          | -          |
| 2008 | 1부    | 9     | FA컵 | 16강    | 삼성하우젠컵 | 2      | 챔피언스리그 | G조          | -          | -          |
| 2009 | 1부    | 4     | FA컵 | 8강     | 피스컵       | A조    | -            | -            | -          | -          |
| 2010 | 1부    | 10    | FA컵 | 3       | 포스코컵     | A조    | -            | -            | -          | -          |
| 2011 | 1부    | 7     | FA컵 | 8강     | 러시앤캐시컵 | B조    | -            | -            | -          | -          |
| 2012 | 1부    | 11    | FA컵 | 16강    | -            | -      | -            | -            | -          | -          |
| 2013 | 1부    | 10    | FA컵 | 16강    | -            | -      | -            | -            | -          | -          |
| 2014 | 1부    | 7     | FA컵 | 32강    | -            | -      | -            | -            | -          | -          |
| 2015 | 1부    | 9     | FA컵 | 3       | -            | -      | -            | -            | -          | -          |
| 2016 | 1부    | 5     | FA컵 | 8강     | -            | -      | -            | -            | -          | -          |
| 2017 | 1부    | 10    | FA컵 | 8강     | -            | -      | -            | -            | -          | -          |
| 2018 | 1부    | 12    | FA컵 | 준결승  | -            | -      | -            | -            | -          | -          |
| 2019 | 2부    | 6     | FA컵 | 3R      | -            | -      | -            | -            | -          | -          |
| 2020 | 2부    | 6     | FA컵 | 16강    | -            | -      | -            | -            | -          | -          |
| 2021 | 2부    | 4     | FA컵 | 1       | -            | -      | -            | -            | -          | -          |
| 2022 | 2부    | 11    | FA컵 | 16강    | -            | -      | 챔피언스리그 | F조          | -          | -          |
| 2023 | 2부    | 7     | FA컵 | 16강    | -            | -      | -            | -            | -          | -          |
| 2024 | 2부    | 4     | FA컵 | 3라운드 | -            | -      | -            | -            | -          | -          |

## 역대 인물

### 역대 감독
- 취임일자는 공식 취임식 일자이며 취임식이 없거나 미상인 경우 공식 선임일자를 기재한다.

| 순번 | 이름              | 취임일자   | 사임일자   | 재임시즌  | 비고 |
| ---- | ----------------- | ---------- | ---------- | --------- | --- |
| 1대  | 정병탁            | 1994/10/24 | 1996/05/27 | 1995-1996 | - 구단 초대 감독 - 구단 최초 시즌 도중 사퇴한 감독                                                                  |
| 2대  | 허정무            | 1996/05/27 | 1998/10/14 | 1996–1998 | - 1997 구단 최초 FA컵 우승 (3회) 감독 - 구단 2번째 시즌 도중 사퇴한 감독                                            |
| 3대  | 이회택            | 1998/09/23 | 2003/11/30 | 1998–2003 | - 구단 역대 단일 재임기간 최장수 감독 (6시즌)                                                                       |
| 4대  | 이장수            | 2003/12/16 | 2004/12/05 | 2004      | |
| 5대  | 허정무            | 2004/12/22 | 2007/12/07 | 2005–2007 | - 구단 역대 종합 재임기간 최장수 감독 (6시즌) - 2006, 2007 구단 최초 FA컵 우승 (3회) 감독                           |
| 6대  | 박항서            | 2007/12/27 | 2010/11/05 | 2008–2010 | |
| 7대  | 정해성            | 2010/11/10 | 2012/08/10 | 2011–2012 | - 구단 3번째 시즌 도중 사퇴한 감독                                                                                  |
| 대행 | 윤덕여            | 2012/08/10 | 2012/08/12 | 2012      | - 구단 최초 감독 대행                                                                                               |
| 8대  | 하석주            | 2012/08/16 | 2014/11/29 | 2012–2014 | |
| 9대  | 노상래            | 2014/11/29 | 2016/10/14 | 2015–2016 | - 구단 최초 전남 드래곤즈 선수 출신 감독 - 구단 4번째 시즌 도중 사퇴한 감독 (ACL 규정에 따라 수석 코치로 보직 변경) |
| 10대 | 송경섭            | 2016/10/14 | 2016/11/29 | 2016      | - 구단에서는 공식적으로 송경섭을 10대 감독 노상래를 9대와 11대 감독으로 기록하고 있다.                              |
| 11대 | 노상래            | 2016/12/30 | 2017/12/04 | 2017      | - 구단에서는 공식적으로 송경섭을 10대 감독 노상래를 9대와 11대 감독으로 기록하고 있다.                              |
| 12대 | 유상철            | 2017/12/04 | 2018/08/16 | 2018      | |
| 대행 | 김인완            | 2018/08/16 | 2018/12/03 | 2018      | - 구단 역사상 최초로 2부 리그로 강등                                                                                |
| 13대 | 파비아누 소아리스 | 2019/01/02 | 2019/07/29 | 2019      | - 구단 첫 외국인 감독                                                                                               |
| 대행 | 전경준            | 2019/07/29 | 2019/11/20 | 2019      | |
| 14대 | 전경준            | 2019/11/20 | 2022/06/05 | 2020–2022 | - 2021 구단 최초 2부리그 소속으로 FA컵 우승 이끌어낸 감독 (4회)                                                     |
| 15대 | 이장관            | 2022/06/09 | 2024/11/27 | 2022-2024 | |
| 16대 | 김현석            | 2024/12/10 |            | 2025-     | |

## 경기장
홈 경기장은 광양축구전용구장이다. 1994년 12월 16일 전남 드래곤즈가 창단되어 K리그에 참여하면서, 1995년 3월 아디다스 컵부터 전남 드래곤즈의 홈구장으로 사용되고 있다.

## 클럽하우스
클럽 하우스는 전라남도 광양시 금호동에 있다. 기존에 광양제철소 숙소로 사용되었던 건물을 클럽 하우스로 리모델링하였다고 한다.

## 엠블럼과 마스코트
클럽 마스코트는 '철룡이'와 '주주'이다.

## 참고 문헌
- “스포츠지원포털 등록 현황”. 대한체육회.
- “KFA 통합경기정보 시스템”. 대한축구협회.
- “K리그 데이터 포털”. 한국프로축구연맹.

## 같이 보기
- 전남 드래곤즈 FC R